# Frenulum praeputii penis
Het frenulum praeputii penis of voorhuidsbandje is een klein dun toompje dat in verticale richting over de eikel loopt en aan de voorhuid verbonden is. Het verbindt het puntje van de eikel (en dus van de penis) met de voorhuid.
De omgeving van het frenulum is erg gevoelig en stimulering van dit gebied kan bij mannen een orgasme veroorzaken.
Is het frenulum te kort, dan kan de volledige eikel niet ontbloot worden tijdens een erectie. Door bij het nemen van een warm bad de voorhuid te masseren, kan men het toompje wat oprekken. Blijft het probleem aanhouden, dan wordt in sommige gevallen tot een (gedeeltelijke) besnijdenis overgegaan, of het frenulum wordt doorgeknipt. Bij besnijdenis wordt het frenulum ook vaak doorgesneden of zelfs geheel verwijderd.
Tijdens het eerste seksuele contact kan het voorkomen dat het frenulum inscheurt, doordat de voorhuid door het penetreren te ver naar achter wordt getrokken. De pijn en de lichte bloeding die hiermee gepaard gaan, zijn van voorbijgaande aard, hoewel het mogelijk is dat littekenweefsel ontstaat waardoor de elastische kracht afneemt, waardoor het vaker kan scheuren. Soms wordt dit fenomeen ook wel als ontmaagding van de man beschouwd.
Ook bij de vrouw is een toompje aanwezig. Daar is het de naam van het plooitje bij het samenkomen van de binnenste schaamlippen aan de achterzijde.